# Paul Müller (acteur)
Pour les articles homonymes, voir Paul Müller, Paul Muller et Müller.
Paul Müller, né le 11 mars 1923 à Neuchâtel et mort le 2 septembre 2016 à Tivoli, est un acteur suisse.

## Biographie
Né en Suisse de parents français, il apprend le métier d'acteur à Paris, au Conservatoire national supérieur d'art dramatique et commence à travailler au théâtre. Dès la fin des années 1940, il s'installe en Italie où il commence une longue carrière d'acteur de second rôle. Il devient un visage familier du cinéma italien, où il interprète souvent des personnages inquiétants. Tournant aussi bien pour des cinéastes prestigieux que dans des films relevant du cinéma bis, il travaille à l'occasion en France, mais réalise l'essentiel de son parcours en Italie.

## Filmographie partielle
- 1949 : Fabiola d'Alessandro Blasetti
- 1949 : Le Chevalier de la révolte (Vespro siciliano) de Giorgio Pàstina
- 1949 : Le Baiser d'une morte (Il bacio di una morta) de Guido Brignone
- 1949 : Romanticismo de Clemente Fracassi
- 1952 : Prisonnière des ténèbres (La cieca di Sorrento) de Giacomo Gentilomo
- 1952 : La voce del sangue de Pino Mercanti
- 1952 : Abracadabra de Max Neufeld : Alfredo
- 1952 : Viva il cinema! de Giorgio Baldaccini et Enzo Trapani
- 1953 : Deux Nuits avec Cléopâtre de Mario Mattoli
- 1953 : Panique à Gibraltar (I sette dell'Orsa maggiore) de Duilio Coletti
- 1954 : La Prisonnière d'Amalfi (La prigioniera di Amalfi) de Giorgio Cristallini
- 1954 : Voyage en Italie de Roberto Rossellini
- 1954 : L'Espion de Tokyo (de) (Verrat an Deutschland) de Veit Harlan
- 1955 : Tam-tam (Tam tam mayumbe) de Folco Quilici et Gian Gaspare Napolitano
- 1955 : La Bague fatale (Lacrime di sposa) de Sante Chimirri
- 1955 : Rêve d'amour (Suonno d'ammore) de Sergio Corbucci
- 1957 :  Les Vampires (I vampiri) de Riccardo Freda et Mario Bava
- 1957 : Les Aventures d'Arsène Lupin de Jacques Becker : Rudolf von Kraft
- 1957 : La Belle et le Corsaire (Il corsaro della Mezza Luna) de G. M. Scotese
- 1959 : Un chant dans le désert (Un canto nel deserto) de Marino Girolami
- 1960 : Thésée et le Minotaure (Teseo contro il minotauro) de Silvio Amadio
- 1960 : Le Conquérant de l'Orient (Il conquistatore d'Oriente) de Tanio Boccia
- 1960 : Plein Soleil de René Clément : l'aveugle, qui vend sa canne
- 1961 : L'Épave (Il relitto) de Michel Cacoyannis
- 1961 : François d'Assise de Michael Curtiz
- 1962 : Ponce Pilate (Pontius Pilate)
- 1962 : C'est arrivé à Athènes (It Happened in Athens) d'Andrew Marton
- 1962 : Les Vikings attaquent
- 1963 : Kali Yug, déesse de la vengeance (Kali Yug, la dea della vendetta) de Mario Camerini
- 1964 : Le Vainqueur du désert (Il dominatore del deserto) de Tanio Boccia : Yussuf
- 1965 : La Vengeance de Lady Morgan (La vendetta di Lady Morgan) de Massimo Pupillo
- 1965 : Les Amants d'outre-tombe (Amanti d'oltretomba) de Mario Caiano
- 1965 : L'Express du colonel Von Ryan (capitaine Josef Sonneberg)
- 1965 : Don Camillo en Russie de Luigi Comencini : le pope
- 1966 : Moi, moi, moi et les autres (Io, io, io... e gli altri) d'Alessandro Blasetti
- 1967 : Dernier Sursaut pour cinq indésirables (Ballata da un miliardo) de Gianni Puccini
- 1968 : Los machos (Uno di più all'inferno) de Giovanni Fago
- 1969 : Venus in Furs de Jesús Franco
- 1969 : How Did a Nice Girl Like You Get Into This Business? (en)
- 1970 : Les Nuits de Dracula de Jesús Franco
- 1970 : Eugénie de Sade de Jesús Franco
- 1970 : Les Inassouvies (Philosophy in the Boudoir) de Jesús Franco
- 1970 : Le Diable vint d'Akasava (Der Teufel kam aus Akasava) de Jesús Franco
- 1971 : X 312 - Vol pour l'enfer (lb) (X 312 – Flug zur Hölle) de Jesús Franco : John Somers
- 1971 : Crimes dans l'extase (Sie tötete in Ekstase) de Jesús Franco
- 1971 : Vampyros Lesbos de Jesús Franco
- 1971 : L'Albatros de Jean-Pierre Mocky : Ernest Cavalier, le président
- 1972 : Les Tueurs à gages (Camorra), de Pasquale Squitieri : l'honorable
- 1972 : Trois Filles nues dans l'île de Robinson (Robinson und seine wilden Sklavinnen) de Jesús Franco : le directeur de la compagnie pétrolière
- 1973 : L'Histoire très bonne et très joyeuse de Colinot Trousse-Chemise de Nina Companeez : le frère Hugo[2]
- 1973 : Une vierge chez les morts-vivants (Une virgen en casa de los muertos vivientes) de Jesús Franco : Ernesto Pablo Reiner
- 1973 : Hold-Up du siècle à Milan (Studio legale per una rapina) de Tanio Boccia : Albert
- 1974 : La Révolte des gladiatrices (The Arena), de Steve Carver : Lucilius
- 1974 : Un linceul n'a pas de poches de Jean-Pierre Mocky : Minecci
- 1974 : I miracoli accadono ancora de Giuseppe Maria Scotese
- 1975 : Les Brigades du Tigre, épisode La Couronne du Tsar de Victor Vicas : Docteur Vizier-Nachau
- 1976 : Les Gardiennes du pénitencier (Frauengefängnis) de Jesús Franco : Carlos Manera
- 1976 : Agent très spécial 44 (Mark colpisce ancora) de Stelvio Massi
- 1976 : Bestialité (Bestialità) de Peter Skerl (it) : le père de Jeanine
- 1977 : Les Enquêtes du commissaire Maigret : épisode Maigret, Lognon et les gangsters de Jean Kerchbron : Pozzo
- 1978 : Le Crime du siècle (Indagine su un delitto perfetto) d'Aaron Leviathan
- 1978 : L'Affaire suisse (Die Schweizer Affäre) de Max Peter Ammann
- 1978 : Sam et Sally : Épisode Bedelia, réalisé par Robert Pouret : (le chimiste)
- 1979 : Derrick - Saison 6, épisode 7 : "Lena"
- 1980 : Plus il est con, plus il s'en donne l'air (Fantozzi contro tutti) : Direttore Totale, Visconte Cobram
- 1985 : Liberté, Égalité, Choucroute
- 1985 : The Practice of Love
- 1986 : Salomé
- 1986 : Pourvu que ce soit une fille
- 1987 : Derrick : Enrico Paulista (Épisode 150 : Appel de nuit)
- 1988 : Fantozzi va in pensione : duc Barambani
- 1989 : La casa del sortilegio d'Umberto Lenzi : Andrew Mason
- 1990 : Hansel e Gretel de Giovanni Simonelli (it) et Lucio Fulci : L'avocat
- 1990 : Lucrèce Borgia : le Grand Maître
- 1991 : Paprika de Tinto Brass
- 1991 : Ventottesimo minuto de Paolo Frajoli
- 1997 : Pour l'amour de Roseanna : Pavone
- 2004 : Touristes ? Oh yes ! de Jean-Pierre Mocky[3]